# 浅羽忠之助
浅羽 忠之助（あさば ちゅうのすけ、天保2年（1831年） - 明治30年（1897年））は、幕末期の会津藩士。名は茂徳。小姓頭として会津藩主松平容保に近侍し、明治維新後も日光東照宮に付き従った。

## 生涯
会津藩士浅羽寛兵衛茂実の長男として生まれ、家督を継ぐ。
文久2年（1862年)、容保の京都守護職拝命に伴い上洛。慶応4年（1868年）鳥羽・伏見の戦いの際、容保の命により戦況を視察、田中玄清（田中土佐）らを慰労し、佐川官兵衛らへ口上の趣を伝える。帰城して、戦況報告とともに大軍を一方より進める事は得策ではないことを進言した。
容保が徳川慶喜から命じられ海路江戸へ東帰の際、神保修理とともに、容保が孝明天皇より下賜された宸翰を携えて陸路で江戸に赴いた。戊辰戦争には軍事奉行添役として従軍し、容保の命により奥羽越列藩同盟の諸藩へ使者となり活躍した。
戊辰戦争後、謹慎生活を経て日光東照宮の宮司となった容保に従って日光東照宮に出仕した。
明治26年（1893年）12月3日に容保が死去する。9日の葬儀の際、忠之助は太刀を持ち、柩脇に立ち墓所（南豊島郡内藤新宿正寿院へ仮埋葬）まで付き添った。
容保死去の4年後の明治30年（1897年）11月9日、日光町（現・日光市）で病死した。享年67歳。
忠之助が書き残した「維新雑誌」「御守護職中事状書」「鳥羽へ御使並大坂引揚一件」「浅羽家代々謹書」等は幕末維新期の貴重な資料である。

## 親族
明治9年（1876年）東京思案橋（現・東京都中央区日本橋小網町）で起きた思案橋事件にかかわった元会津藩士井口慎次郎は、実姉みさの子（忠之助の甥）である。

## 関連作品
小説　
- 佐藤民宝『明治前夜』
- 綱淵謙錠『戊辰落日』
- 植松三十里『会津の義』

テレビドラマ
- 『白虎隊』（日本テレビ放送網、1986年。演：高橋浩二朗）
- 『八重の桜』（NHK総合テレビジョン大河ドラマ、2013年。演：五十嵐貴裕）